# Pucciniosira anthocleistae
Pucciniosira anthocleistae är en svampart som först beskrevs av Henn., och fick sitt nu gällande namn av Henn. 1905. Pucciniosira anthocleistae ingår i släktet Pucciniosira och familjen Pucciniosiraceae.   Inga underarter finns listade i Catalogue of Life.